# エドヴィン・フォン・マントイフェル

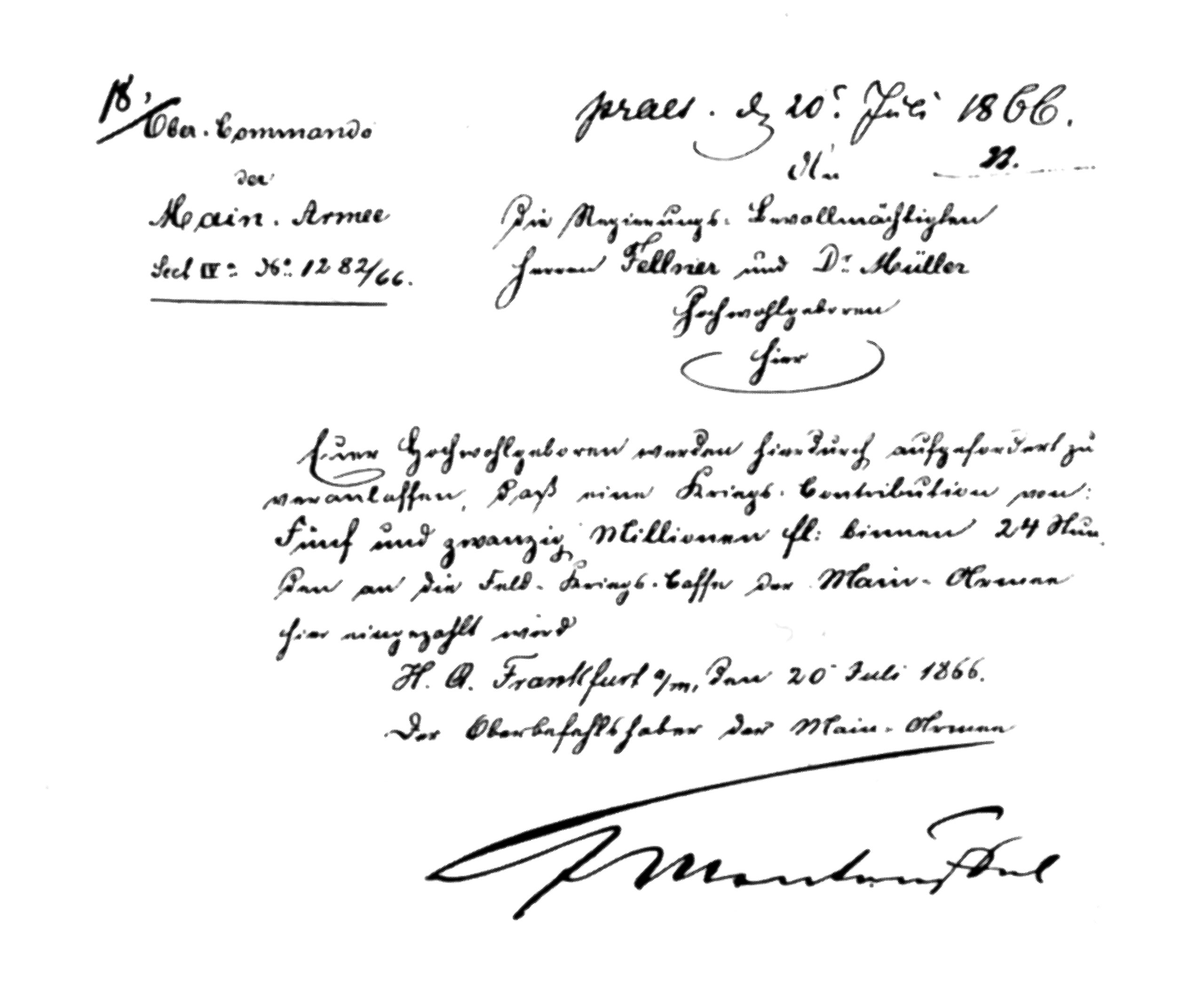
マントイフェルの自筆

エドヴィン・フォン・マントイフェル男爵（独: Edwin Freiherr von Manteuffel、1809年2月24日 – 1885年6月17日）は、プロイセンおよびドイツの貴族、軍人。ドイツ統一時代のプロイセンで活躍した「政治将軍」。爵位は男爵で陸軍の最終階級は元帥。
1857年に陸軍省人事局長、1859年に軍事内局局長に就任し、ヴィルヘルム1世の信任を得てプロイセン軍部の最有力者となった。強硬な王権至上主義者であり、政府と衆議院の対立が深まる中で衆議院に対する軍事クーデタを狙っていたが、1865年に宰相ビスマルクと陸相ローンの策動でシュレースヴィヒ総督に左遷されて事実上失脚した。

## 経歴

### 前半生
1809年2月24日、マクデブルク高等裁判所長の息子としてドレスデンで生まれた。マントイフェル家は政治家や軍人を多数輩出した名門貴族だが、エドヴィンは貧しい分家の生まれだった。従兄のオットー・フォン・マントイフェル（後のプロイセン首相）とともに育てられた
1827年にベルリン儀仗騎兵隊に入隊し、1828年に士官となる。陸軍大学を卒業後、カール・フォン・ミュフリンク将軍やアルブレヒト王子の副官となる。
1843年に大尉、1848年に少佐に昇進。同年、国王フリードリヒ・ヴィルヘルム4世の副官となった。熱心な王権至上主義者として、国王や、1848年革命で成立した自由主義政府を牽制するために強硬保守派が宮廷内に結成した国王顧問団「カマリラ」から注目される人材となった。
1852年に中佐、1853年には大佐に昇進し、それに伴い第五槍騎兵隊を任され、またウィーンやサンクトペテルブルクに外交使節としても派遣された。
1857年に少将に昇進。同年2月、陸軍省人事局長に任じられた。
「大元帥（国王）と軍の直接の結合」を強調していたマントイフェルは、1857年10月に国王代理人に就任した軍人的性格を持つ皇太弟ヴィルヘルム王子（後のプロイセン王・ドイツ皇帝）と意気投合した。二人は1858年7月にも国王の軍事に関する勅書について陸軍大臣の副署を必要とするケースを制限する旨の勅令を出すことで陸軍大臣の影響力を弱体化させた。

### 軍事内局局長に就任
1858年10月にヴィルヘルム王子が摂政に就任すると、自由主義保守派政権「新時代」内閣が発足し、カマリラは粛清人事を受けたが、カマリラの中でもマントイフェルだけはヴィルヘルムの庇護で留任した。また軍事内局が創設され、その局長に彼が就任した。軍事内局は人事・軍令に関する国王の直属機関であり、陸軍省から独立した存在だった。
新時代内閣陸軍大臣グスタフ・フォン・ボーニンは「陸軍省と軍事内局の並立には法的根拠が無い」と主張し、陸軍省を無視して軍人事を行うようになったマントイフェルと対立を深めていった。この対立はヴィルヘルムが「軍を指揮するのは大元帥であり、陸軍大臣ではない」と述べてマントイフェルを擁護したことでマントイフェルの勝利に終わり、1859年11月28日にボーニンは陸軍大臣辞職に追い込まれた（後任の陸相はローン）。
1861年1月にヴィルヘルムが国王に即位すると中将に昇進した。即位まもなくヴィルヘルムはマントイフェルの進言で「統帥権行使に関する勅令」を発した。これにより軍勤務事項・軍人事についての国王勅令には陸軍大臣の副署が不要とされ、国王に直属する軍事内局局長の権勢がさらに高まった。

### 衆議院へのクーデタをめざして
ローンがヴィルヘルムの指示のもと立案した軍制改革の予算案をめぐって、政府と衆議院自由主義派の対立が深まると、マントイフェルはカール王子や侍従武官長グスタフ・フォン・アルフェンスレーベン中将らとともに衆議院に対する軍事クーデタをヴィルヘルムに進言するようになった。マントイフェルはクーデタによって憲法を廃止し、絶対王政と軍事独裁政権を復古させる腹積もりだったが、国王も陸相ローンもその計画には慎重だった。
衆議院の反政府闘争が激化していく中、自由主義左派政党ドイツ進歩党議員カール・トヴェステンがマントイフェルのことを「不健全な地位にある不健全な人物」「軍隊と久しく没交渉状態にある政治将軍」と中傷するパンフレットを作製した。これに激怒したマントイフェルは、1861年5月27日にトヴェステンと決闘に及び、トヴェステンの右腕を撃ち抜いた。この決闘は話題になり、国王ヴィルヘルムも衝撃を受けたという
1862年9月、ローンと親しいビスマルクがヴィルヘルムによって宰相に任じられたが、ビスマルクにクーデタの意思はなく、無予算統治で軍制改革を断行した。しかしマントイフェルは衆議院に対する軍事クーデタを諦めなかった。
1864年の対デンマーク戦争のデュッペル要塞を攻撃すべきか否かの論争ではビスマルクやローンとともに攻撃派に属した。ビスマルクやローンはこの要塞を落とすことで国内に話題性を作り、憲法闘争を有利にしようと目論んでいたが、マントイフェルはクーデタヘ繋げることを狙っていた。
そのためデュッペル要塞が陥落するとマントイフェルは「今や国内のデュッペル要塞が問題」と唱えて、再び衆議院に対するクーデタを主張し始めた。また対デンマーク戦争勝利後、ビスマルクが小ドイツ主義統一の次なる標的としてオーストリア帝国への敵視政策をとるようになったことに反対し、オーストリアと反革命連帯を結ぶことを主張した。加えて宰相ビスマルクと陸相ローンの接近を国王の統帥権を弱めるものと看做して警戒し、二人に対する対決姿勢を強めていった。
1865年5月28日、マントイフェルは国王にデンマークが放棄したシュレースヴィヒとホルシュタインの完全な併合を要求した（これによって政府と衆議院との係争状態を作り出し、軍事クーデタのチャンスを作ろうという意図だった）。またビスマルクの反墺政策に反対する旨を表明し、「プロイセンを統治するのは国王か大臣たちか」と国王に詰め寄った。マントイフェルの動きに警戒感を強めたビスマルクとローンは、翌月にもヴィルヘルムに直談判し、「オーストリアとの係争地域になっているシュレースヴィヒの総督には重要人物を置く必要がある」と説得し、ついにマントイフェルをシュレースヴィヒ総督に「栄転」させて中央から追放した。

### 左遷後

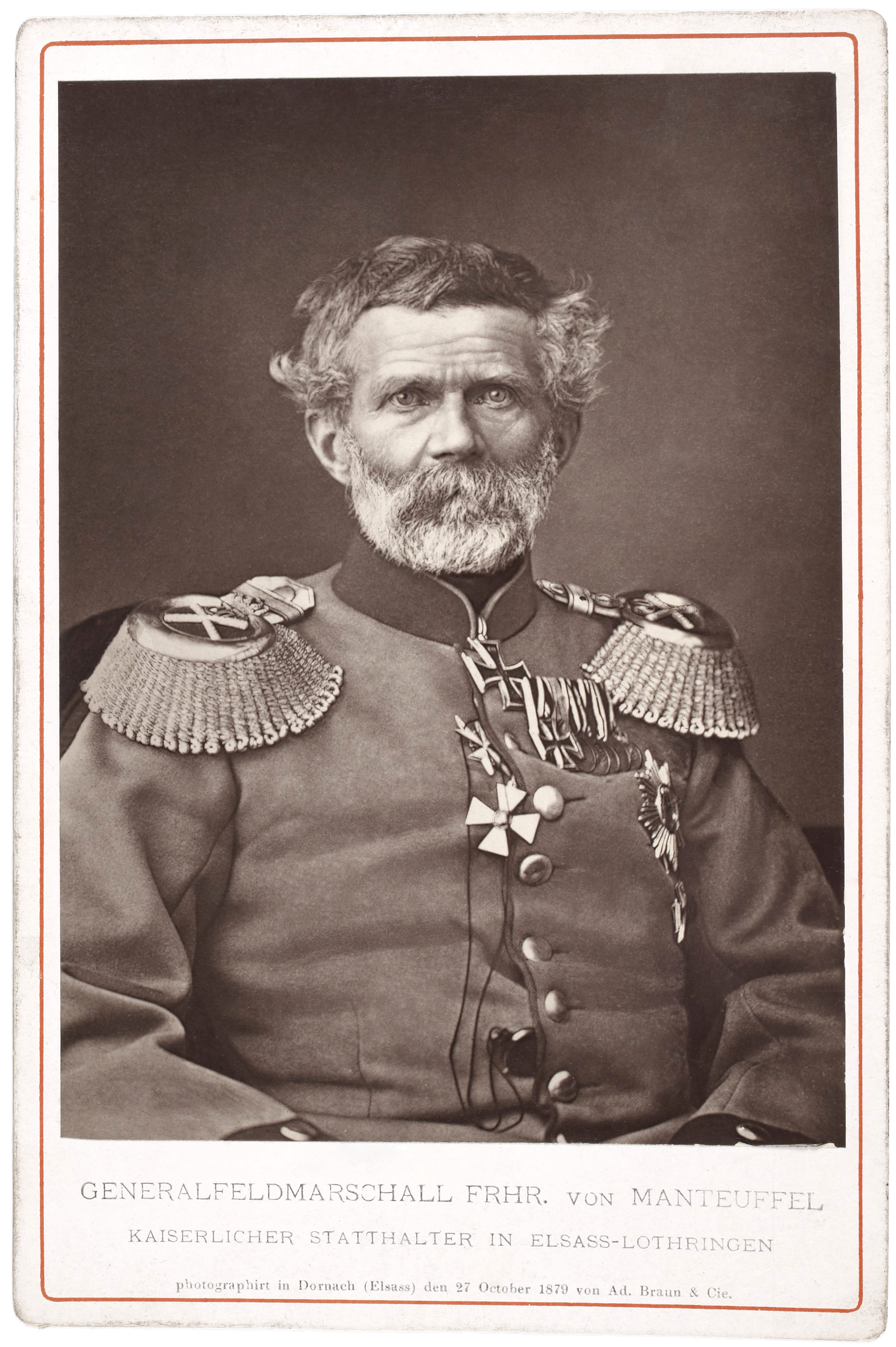
1870年頃のマントイフェル

シュレースヴィヒ総督となったマントイフェルはアウグステンブルク公の独立公国を目指そうという勢力の集会を徹底的に弾圧した。しかしオーストリアが統治するホルシュタインの方では1866年1月にアウグステンブルク公派の集会の開催が許可され、これがガスタイン協定違反として墺普間の外交問題となった。その対策を話し合うための2月28日の御前会議では、ビスマルクや参謀総長モルトケと歩調を合わせ、オーストリアに対する開戦を支持した。
1866年の普墺戦争では最初にホルシュタインを占領し、その後、エドゥアルト・フォーゲル・フォン・ファルケンシュタイン将軍の指揮下で一師団を指揮した。戦功によりプール・ル・メリット勲章を受勲した。また1866年10月に騎兵大将に昇進した。
1870年の普仏戦争ではカール・フリードリヒ・フォン・シュタインメッツ元帥の指揮下で第一軍団を指揮した。戦功により大鉄十字章や黒鷲勲章を受勲した。
1873年9月に元帥に昇進した。
1876年9月、バルカン半島情勢をめぐってオスマン帝国とロシア帝国の開戦の可能性が高まる中、強硬保守派（親露派）の代表格とされていたマントイフェルはロシアを宥めるため、ロシア皇帝アレクサンドル2世のもとに派遣された。
1879年にエルザス＝ロートリンゲン（アルザス＝ロレーヌ）総督に任じられた。1885年6月17日、カールスバートにて死去。

## 人物・評価

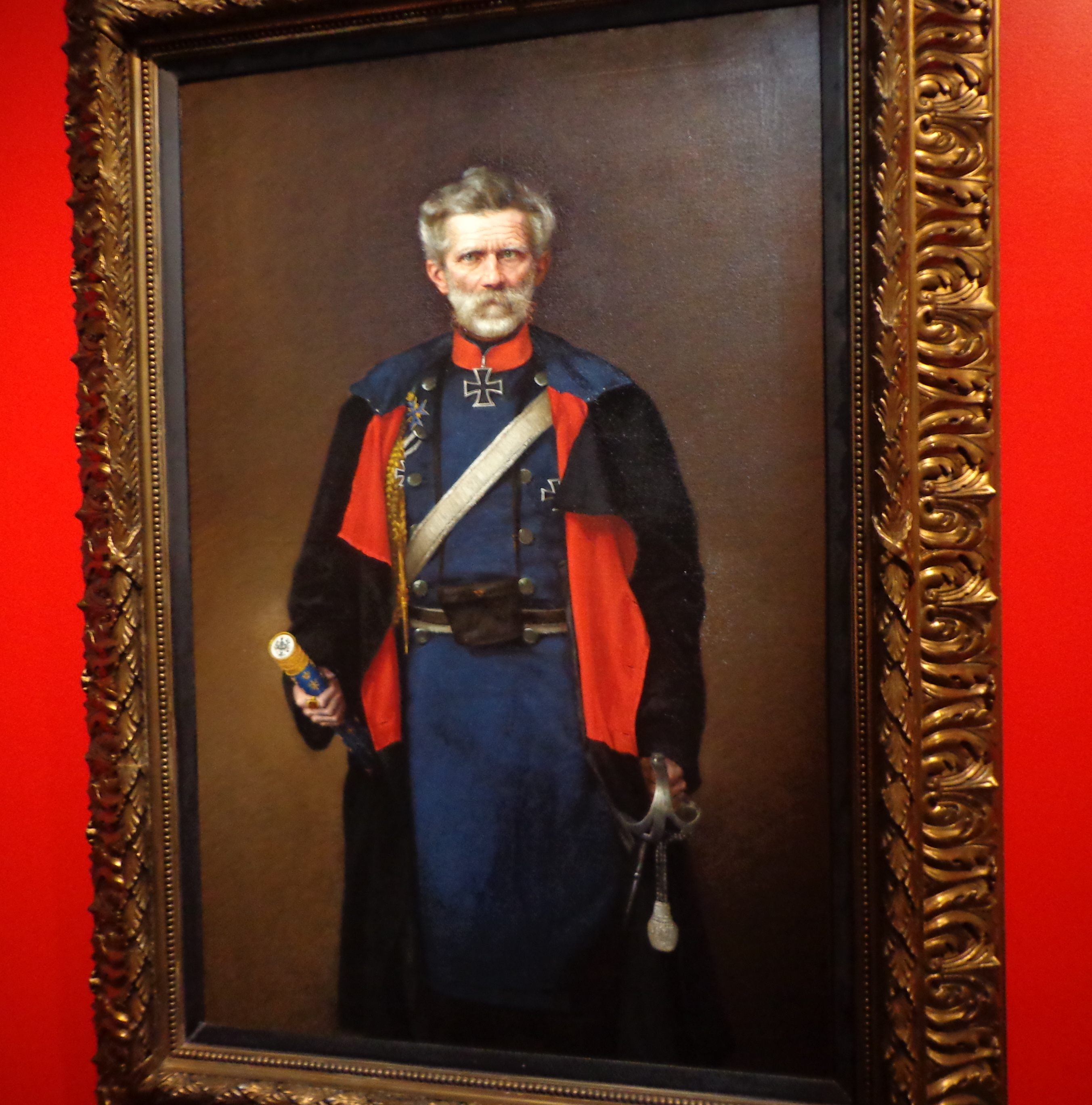
エドヴィン・フォン・マントイフェル元帥の肖像画

マントイフェルは軍制改革をめぐるプロイセン憲法闘争の中、憲法を破棄し、絶対王政と王権の擁護者たる軍部の独裁政治を復古すべきと主張した強硬保守派（超保守派）の代表格だった。とりわけ1858年から1862年にかけて（「新時代」内閣からビスマルクの登場まで）、衆議院自由主義派の攻勢に対して軍事クーデタをちらつかせることで政府の反撃の先頭に立ってきた人物である。
マントイフェルは憲法破棄と絶対王政回帰の正当性について次のように論じた。「近代憲法は現在までのところ、単なる理論に過ぎない。憲法制定後も国王が依然として決定を下してきた。」「プロイセンにおいては内閣も議会もともに歴史に決定を下すものとして承認を受けていない。万人の目はいまだ国王に注がれている。」「旧来の君主政体のみが政治的現実を有しているのであり、国王の権威の維持が現下の最重要問題である。」。
しかしそのようなマントイフェルを宰相ビスマルクは毛嫌いしており、「狂気の伍長」「一刻も早くベルリンから去るべき怪しげな政治陰謀家」と酷評している。
フリードリヒ・フォン・シラーを愛し、その作品を何千行も諳んじていたという。